# Caumont (Aisne)
Caumont ist eine französische Gemeinde mit 546 Einwohnern (Stand: 1. Januar 2022) im Département Aisne in der Region Hauts-de-France. Sie gehört zum Arrondissement Laon, zum Kanton Chauny und zum Gemeindeverband Chauny-Tergnier-La Fère. Die Einwohner werden Caumontois und Caumontoises genannt.

## Geografie
Die Gemeinde Caumont liegt fünf Kilometer südwestlich von Chauny. Umgeben wird Caumont von den Nachbargemeinden Ugny-le-Gay im Norden, Villequier-Aumont im Nordosten, auf einem kurzen Abschnitt von Chauny im Osten, Ognes im Südosten, Neuflieux im Südwesten, Béthancourt-en-Vaux im Westen sowie Commenchon im Nordwesten.

## Bevölkerungsentwicklung
| Jahr                       | 1962 | 1968 | 1975 | 1982 | 1990 | 1999 | 2010 | 2021 |
| Einwohner                  | 254  | 252  | 257  | 371  | 482  | 474  | 562  | 546  |
| Quellen: Cassini und INSEE |      |      |      |      |      |      |      |      |

## Sehenswürdigkeiten
- ehemalige Kirche Saint-Pierre aus dem 13. Jahrhundert, seit 1975 als Monument historique eingeschrieben[1]
- neue Kirche Saint-Pierre

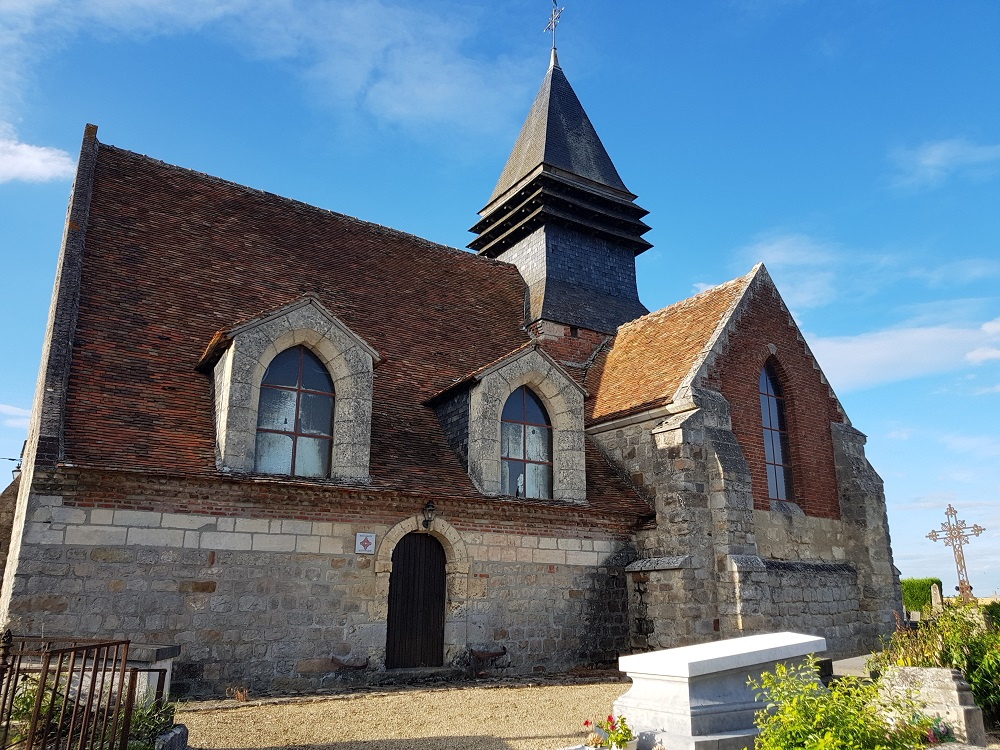
Ehemalige Kirche Saint-Pierre mit Friedhof
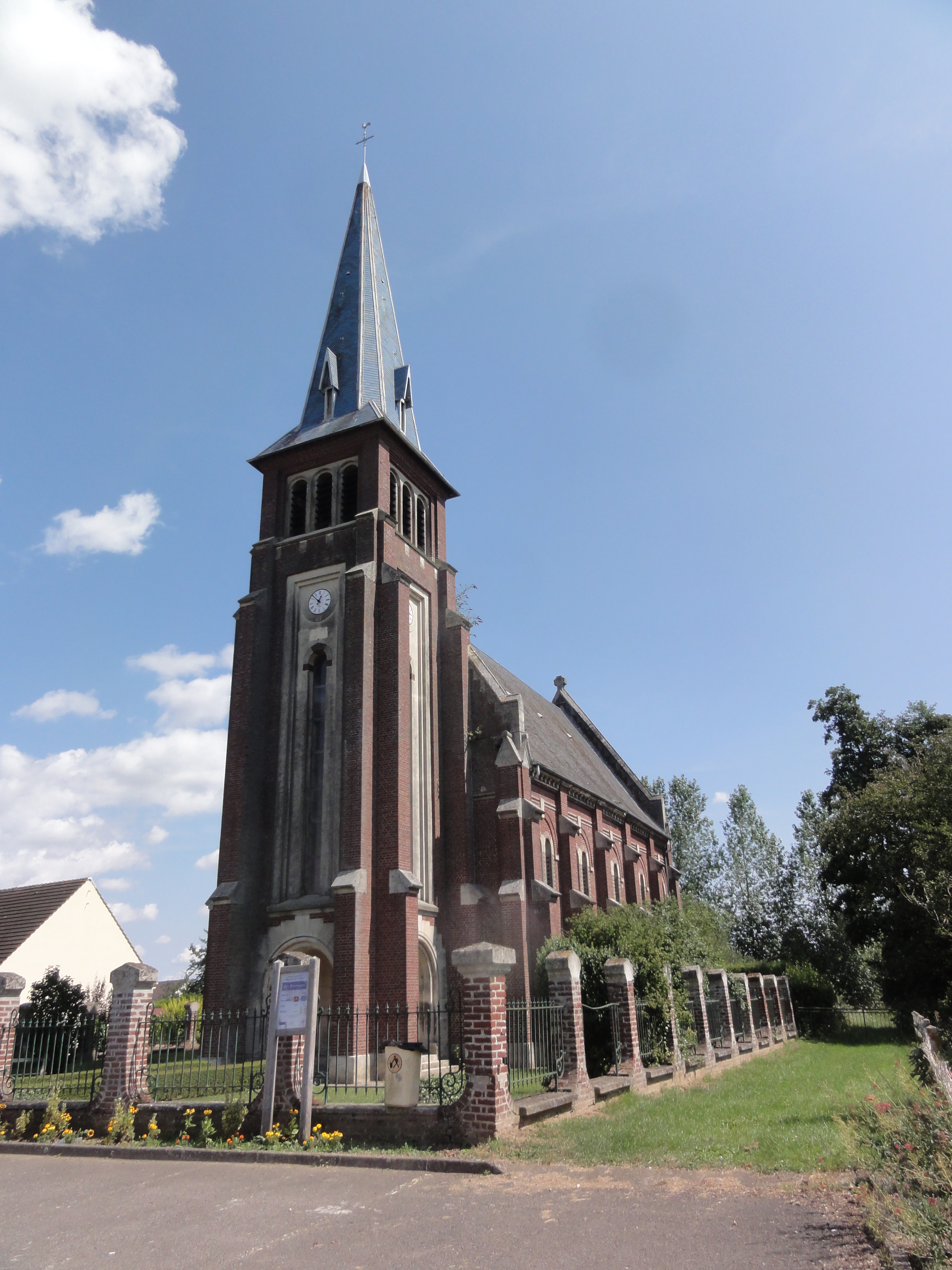
Neue Kirche Saint-Pierre
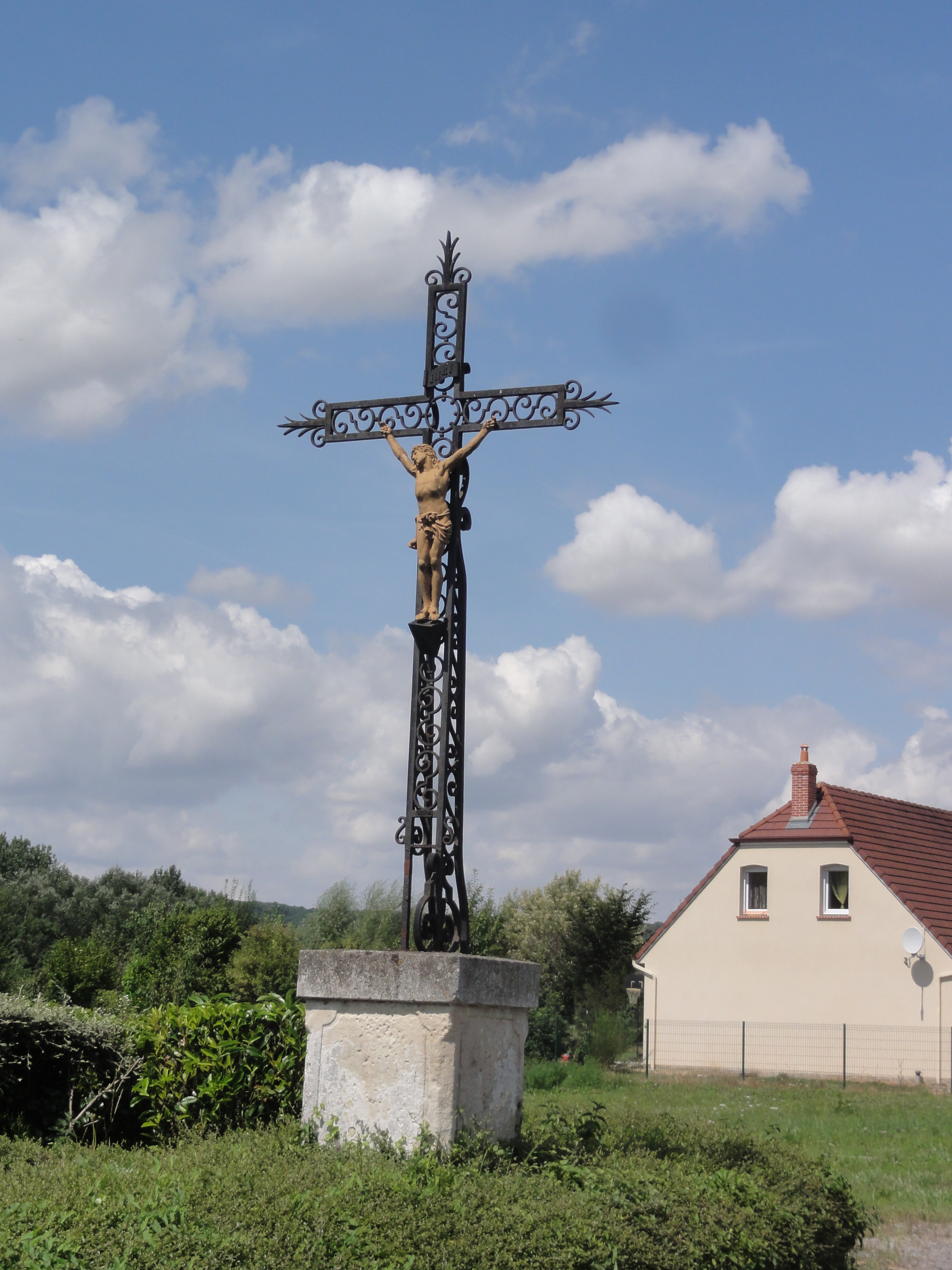
Wegkreuz
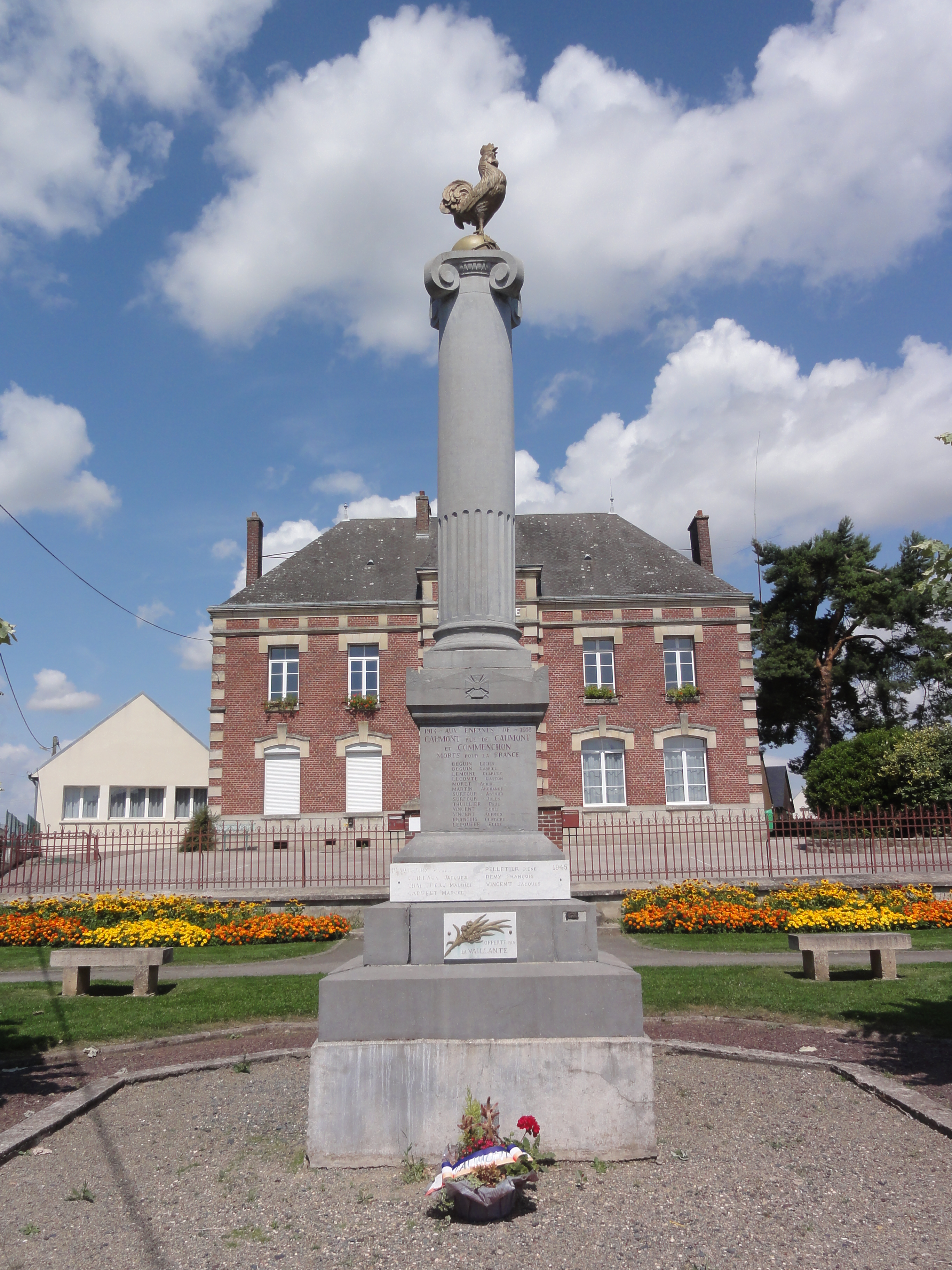
Gefallenendenkmal